# 伊月町
伊月町（いつきちょう）は、徳島県徳島市の町名。東富田地区に属している。伊月町一丁目から伊月町六丁目まで存在する。郵便番号は〒770-0935。
- 人口：707人（2010年1月。徳島市の調査より）
- 世帯数：363世帯（同上）

## 地理
徳島市の東部、市街地の南西部に位置し、東は富田橋の商住混在地域、西は秋田町の歓楽街・商店街と接する。南端をJR牟岐線がかすめて走る。第二次世界大戦後、戦火都市復興計画事業で、道路拡張・緑地設定などが行われ整備されたものの、南北に長く、区間が複雑な地域。

## 歴史
元は富田浦町の一部で、昭和16年に現在の町名となった。
町名の由来は、徳島藩の医師・山田斎が居住したことに因むというが（徳島城と町まちの歴史）、詳細は不明。江戸時代には西横丁、西横丁割地小路と呼ばれた地にあたり、元文元年間、当町東南部に山田斎の大屋敷があった（徳島地下切絵図）。
昭和20年6月22日の米軍の500kg爆弾攻撃に続いて、同年7月3日の徳島大空襲でも著しく被災。統治には明治・大正期に画家・山本鼎湖、第二次世界大戦前に製薬家・大西政雄などが居住した。
戦後戦災都市復興計画事業で道路拡張・舗装整備・緑地設定などが関係住民の一部土地提供・費用負担などによって行われ、当町は大きく整備された。昭和40年に秋田町にまたがる富田中央公園が設置された。

## 施設
- キョーエイ本社
- 富田中央公園
- 伊月公園
- 徳島県土地改良会館